# 岩男潤子
岩男 潤子（いわお じゅんこ、1970年2月18日 - ）は、日本の女性声優、歌手、アイドル。大分県別府市出身。岩男潤子オフィス所属。声優業以外はZERAPHと業務提携している。
初期の頃は、「いわお潤」や「潤」名義で活動していた時期もある。

## 経歴
1970年2月18日に大分県別府市で誕生。幼稚園時代は先生がオルガンを弾く姿を見て家で小さな折り畳みの木琴を鍵盤に見立てて練習をしていたが、ある日幼稚園から家に帰るとアップライトのピアノが置いてあり、ピアノを習わせてもらうことになった。幼少期は、周囲の友人、学校の教師から見て、とてもおとなしい性格だった。皆と遊んでいる様子もなく、あまりにも静かすぎたため、教師から心配されることもあったという。家ではきょうだいの中でも一番明るいほうであり、食事の後、家族に歌を聞いてもらうのが好きだった。一番初めに芸能関係の仕事を目指したきっかけは『おはなしレコード』。物心ついた頃から繰り返し聴いていた『おはなしレコード』を、改めて、小学5年生の頃に聴き直し、「声」で演技をしたり、歌を歌う仕事がしてみたいと思うようになった。心のどこかで、「おとなしい自分を打ち破りたい」という思いがあった。その後、少女時代に赤い鳥や松任谷由実などに憧れて、歌手を志すようになる。
13歳の時に、雑誌で映画、『ザ・オーディション』のオーディションを知り、「あなたも歌手になりませんか?」というコピーに惹かれ、夢を追って大分から単身で東京へ移住する。その時、父に猛反対されていたが、「10年間で自分の歌を出せなかったら、あきらめて帰ってくる」と約束していた。しかし、同作は養成所ビジネスのための撒き餌で使われたもので、岩男と共に勘違いさせられて上京した歌手志望者たちと芸能事務所でレッスンを受ける日々を送る。尚、岩男は最終的に『ザ・オーディション』の出演そのものは叶ったが、役柄はエキストラ同然だった。
その後、女性アイドルグループ「セイントフォー」の妹分ユニットである「リトルウィング」として人知れず活動したのち、セイントフォーのメンバーである板谷祐三子の脱退に伴い、新メンバーオーディションを受けて合格。1986年に正式メンバーとなり、いわお潤の芸名をもらってデビュー。しかし、加入時点で解散時期が決まっているなどグループとしての活動が下り坂になっていたことや、板谷のファンからの誹謗中傷、過酷なレッスンで肉体的・精神的に追い詰められ、メンバーの励ましも空しく、解散を待たずに脱退を申し出る。脱退後、家族が事務所に多額のレッスン費などを負担していたことを知り、結果を出せなかった歯がゆさから一時的に芸能界への意欲を失う。
その後、明治大学付属中野高等学校（定時制）に通いながら高層ビル街の社員喫茶のウェイトレス、クリーニング店の裏方、アンパンマンショーの司会のお姉さん、新聞配達、事務員・販売員などのアルバイトをしていたが、人間のドロドロした部分に触れることになり、「同じ苦しい思いをするなら好きなことをやろう」と思い立ってデモテープとプロフィールをレコード会社に送るなど売り込みを始める。この頃、潤名義で石井光三とのデュエットソング『ねぇ、お父さん』（『満開!ピープルテレビ』テーマ曲、発売元：ポリドール）のリリースまで結びつく。
声質に関して「子供っぽい」「生理的に受け付けない人が多いかも」と評され、レッスンを重ねていくうちに自信を失う。声優に憧れていたものの、芸能生活に入るとアルバイトやレッスンで多忙だったため、欠かさず見ているアニメなどはなかったとのこと。
高校卒業後は童謡の歌唱やミュージカルの歌のお姉さん役、NHK教育テレビ『はてな・サイエンス』出演などの引き続き芸能活動を続けていたが、いずれも知名度の向上にはつながらず、目標だったソロ名義のシングルは出せないまま、両親と約束の10年の期限が迫っていた。一時は引退も考えたが、東京駅のキヨスクでのアルバイトで偶々通りがかっていたアイドル時代を知っていたアニメ関係者から「歌える声優を探しているから応募してみては」と勧められ、最後のチャンスとして受けたオーディションに合格し、1994年テレビアニメ『モンタナ・ジョーンズ』で声優デビュー。「10年間がんばったな……」と泣きながら閉じていた荷物のテープを喜びいっぱいで剥がして、反対していた両親に「もう1年がんばらせてください」電話を掛けていた。その時、両親が「あと1年じゃないよ。あと10年がんばりなさい」と言ってくれて、「また、10年がんばろう」という気持ちだった。そして1995年、シングル『シャッターチャンスの連続』をリリースし念願の歌手ソロデビューを果たす。同年12月23日、初のソロコンサートを東京・TBSホールで開催。
代表曲は『手のひらの宇宙』。他に『スカーレット』、『翼になれ』など。
1995年
- 井上喜久子との声優ユニット「おさかなペンギン」として活動した。これは当時のアニメ『らんま1/2』での仮歌を岩男が歌っていた縁であり、ペンギンの由来は「緊張すると手がペンギン」からきている[20]（2006年5月4日のあっとまんぼう祭2006・2010年12月31日のアニソン紅白2010で復活している）。

1997年
- 11月にそれまで在籍していた81プロデュースからスターボードへ移籍。

1998年
- 2月に作曲家の山本はるきちと結婚（2007年に離婚）。

1999年
- 1月8日の中野サンプラザを皮切りに、自身初のコンサートツアーを行った。
- 3月25日にNHKホール、年が明けて2000年1月5日・6日には渋谷公会堂、同年9月9日に日比谷野外大音楽堂でコンサートを開催。

2000年
- 12月28日の東京厚生年金会館でコンサートツアーファイナルを迎えた。

2001年
- 11月に出身地である別府市の「ONSENツーリズム別府特別観光大使」を委嘱された。

2004年
- 9月20日に、関西での活動拠点である京都・四条寺町のライブハウス「都雅都雅（とがとが）」での50回目のメモリアルライブを迎えた。
- 12月をもってスターボードから独立。長年続いてきたファンクラブ「FC GOO」（グー）を解散した。

2005年
- プライベートオフィス「有限会社J .Island」（ジェイアイランド）を設立（2014年に株式会社に変更）。同年4月下旬より、ファンクラブに変わりサポートクラブ「J.I club」（ジェイアイクラブ）を発足させた。
- 12月23日、初のソロコンサートからちょうど10年目の節目の日にクリスマスコンサートを神奈川県立音楽堂で開催した。

2008年
- 4月に声に変調をきたすなどの病魔に襲われ、重度の乳様突起炎で緊急手術。一時活動を休止した[21]。

2009年
- 2009年からはハワイで開催された国際コントラバスフェスティバルのジャズ部門において最優秀賞を受賞したベーシスト、川村竜をプロデューサー・バンマスに迎え、新たなバックバンドと共に活動を行っている。

2010年
- 5月12日よりニコニコ生放送・Ustreamで『岩男潤子のSweet Tweet Time』を配信開始（ただし終盤はニコニコ生放送のみとなった）。

2011年
- 10月26日にアニソンカバーアルバム「Anison Acoustics」を発売。フルアルバムとしては3年ぶりの発売。

2012年
- 7月5 - 8日、フランス・パリで行われたヨーロッパ最大級の日本文化・エンターテインメントイベント「Japan Expo 2012」のライブステージに作曲家・田中公平とともにゲスト出演。
- 7月28・29日、台湾台北市・国立台湾大学で行われた同人誌即売会「FancyFrontier 20」のステージに田中公平とゲスト出演。両日とも夜はフルバンドでライブが行われた。

2013年
- 1月23日に前作に続くアニソンカバーアルバム「Anison A to Z」を発売。
- 3月17日、「Anison A to Z」発売記念ライブを原宿クエストホールで開催。久々の300人規模の単独コンサートで本人いわく「15年ぶりに見た人もいた」。
- 6月1日、横浜アリーナで開催された「テイルズ オブ フェスティバル 2013」に、ゲーム『テイルズ オブ ファンタジア』のキャラクターであるミント・アドネードのコスプレで出演（この時の衣装はファンからプレゼントされた特製衣装）。
- 7月7日、自身が演じたテレビアニメ『カードキャプターさくら』の大道寺知世のキャラクターソングを自らカバーしたミニアルバム「やさしさの種子」を発売。
- 8月12日、コミックマーケット84にサークル名「岩男潤子」で個人では初のサークル参加、「岩男潤子 夏コミCD 2013」を発表（以降も毎回同サークル名で参加し、88まで「岩男潤子 夏（冬）コミCD 201○」のCDを発売）。
- 9月8日、ミニアルバム「やさしさの種子」発売記念ライブを京都の元・立誠小学校講堂で開催。また同日、「京都国際マンガ・アニメフェア2013」（通称：京まふ）の関連イベントとして行われた『劇場版 カードキャプターさくら』上映会に木之本桜役の丹下桜、李小狼役のくまいもとこと共にトークゲストとして出演。
- 12月8日、熊本市で行われたマンガ・アニメ、ポップカルチャーの祭典「くまフェス2013」にゲスト出演。

2014年
- 2月15・16日、台湾台北市・国立台湾大学で行われた同人誌即売会「FancyFrontier 23」のステージイベントにゲスト出演。15日夜にはフルバンドでのライブも行われた。
- 4月26日、声優デビュー20周年ライブ「岩男潤子〜20th Anniversary〜 heal for people」をモーションブルーヨコハマで開催。
- 6月27日、初のフォトエッセイ「voice-声のツバサ-」を発売。7月23日には同タイトルのアルバム「voice」を発売（ミニアルバム・ライブアルバムなどを除くとオリジナルアルバムとしては1/f以来12年ぶり）。
- 7月13日に東京メインダイニングで「voice」発売記念ライブが行われた。
- 12月27日に予定されていたライブ以降、持病の気管支炎悪化により再度活動を休止[22]（コミックマーケット87・88はプロデューサーの川村が代わりに販売した）。

2015年
- NHK総合『みんなのうた』2月 - 3月度オンエア楽曲として「ピヨの恩返し」が放映された（同年8月再放送）。NHKの音楽配信サイト『NHK SOUND』で先行配信。CDシングルは同年4月25日発売（当初voiceに収録予定だったため、収録は活動休止前に済んでいた）。
- 7月1日より株式会社蓮（はちす）に移籍。同時に再度ファンクラブに戻し、ファンクラブ名「はちす」が発足（ただし報告のみで会員募集が行われないまま解散した）。さらにTwitterの公式アカウントIDが19日より変更されている。
- 2015年7月期のアニメ『WORKING!!』（第3期）より声優活動復帰。
- 9月23日「谷山浩子・猫森集会2015」で歌手活動復帰。

2016年
- 1月26日より『岩男潤子のSweet Tweet Time』の後継番組としてニコニコ生放送で『岩男潤子のがんなま!』を配信開始。
- 3月26日、1年半ぶりの単独コンサート「Departure」を羽田空港内・TIAT SKY HALLで開催。
- 4月3日よりKBS京都ラジオにて『岩男潤子のハッピーフライト』が放送開始。ラジオレギュラー番組は9年ぶり。
- 8月13日、銀座・ヤマハホールにて「岩男潤子コンサート2016〜Sound of music〜」コンサートを開催。
- 10月21日よりフリーになることを公式Twitter・ブログで発表。同時に上記ヤマハホールでのライブでは公表した、翌年2月27日に予定されていたコンサートも変更になることが発表された。

2017年
- 1月28日より『岩男潤子のがんなま!』の後継番組としてニコニコ生放送で『岩男潤子のPenguin Cafe』を配信開始（2021年6月終了）。
- 4月15日、「岩男潤子コンサート2017 -Wings-」開催。
- 10月28日、刈谷アニメcollection2017 スペシャルライブに出演。共演は今井麻美、桃井はるこ、亜咲花。
- 11月1日、遅くともこの日までに岩男潤子オフィスを設立・同事務所に所属している[23]。

2018年
- 自身の誕生日である2月18日に岩男潤子コンサート2018「Seasons」開催。
- 12月22日、岩男潤子コンサート2018「Winter Parade」開催。

2020年
- 1月19日、岩男潤子コンサート2020「Ever Green」開催。

2022年
- 3月5日、第16回声優アワードにて高橋和枝賞を受賞[24]。

2023年
- 6月10日、「テイルズ オブ フェスティバル 2023」に出演。
- 7月28日 - 30日、アメリカ・ワシントンD.C.で開催された「OTAKON 2023」に出演[25]。

2025年
- 6月7日、「テイルズ オブ フェスティバル 2025」に出演[26]。
- 6月21日、NHK大阪ホールで行われた「SaGa 35th Anniversary サガ オーケストラコンサート2025」に出演[27]。

これ以外にも声優イベントやラジオ番組のゲストに精力的に出演している。

## 人物・エピソード
特技はピアノ、パソコン、スキー。
学生時代で得意な科目は音楽と国語、苦手な科目は数学と英語を挙げている。
4人きょうだいの長女で3人の弟がいる。
声優デビューとなった『モンタナ・ジョーンズ』では滝口順平や吉田理保子といった面々が並ぶ中で極度に緊張した状態となっていたが、吉田から「緊張しても何も始まらないよ」と声を掛けられるなど優しくしてもらった。『モンタナ・ジョーンズ』のアフレコではメリッサの自立した女性としての面を引き立てる演技ができずどうしても子供っぽい喋り方になるので、当時は歯がゆさがあったという。そのアフレコから20年ほど経った頃のフォトエッセイ集では当時のプロデューサーであった丸山正雄が「『何もできない子が入ってきた』とみんなで笑いながら見守っていた」と振り返っている。
ソロ歌手デビュー曲『シャッターチャンスの連続』は当初井上喜久子が歌うと聞いていて、レコーディングは仮歌という形で行っていた。それ以降も井上の仮歌を担当することが何度もあった。
2枚目のアルバム『Entrance』は、プロデューサーの斎藤ネコなどから「幅広い演者になってほしい」と言われたことから、大人の恋愛を歌う曲が収録されるなどアイドルイメージを払拭する意図がうかがえる内容になっている。
1998年に結婚を発表したことに関しては、自身を一生懸命支えてくれた業界関係者に申し訳ないことをしたと2017年のムックで反省の意を述べている。
『岩男潤子の少コミナイト』は初めの頃葉書がとても少なくて輪ゴムで止められるほどしか届いていなかった。18人から20人程度のリスナーしかいないと思ったら、スペシャルCD『ボクは32グラム』をプレゼントするために葉書を募集した途端に段ボール3箱分の葉書が届いた。
『岩男潤子と荘口彰久のスーパーアニメガヒットTOP10』（以下『アニメガ』）は初回の放送を前に激しく緊張していたため初回から着ぐるみで出演。初回だけにするつもりであったが好評を博したので毎回着ぐるみで出演するようになった。
『アニメガ』では岩男の裏キャラクターである「悪男づん子（わるおづんこ）」が登場しており、岩男がダミ声を使って演じている。『アニメガ』の番組準備中や終了後のスタッフの雑談では岩男が常に話題の中心になっていたが、岩男の天然発言をスタッフがいじり続けたことでスタッフが「そんなにイジメると『悪男づん子』になっちゃうぞ」と言ったことが誕生のきっかけ。その後、1997年の『アニメガ』リニューアルの際に番組ADである小林順が手掛けたニッポン放送ラジオ史上初の次回予告を悪男づん子が読み上げたのが番組上での初登場となっている。小林のホームページ内で悪男づん子のプロフィールが公開された。

## 出演
太字はメインキャラクター。

### テレビアニメ
1994年
- カラオケ戦士マイク次郎（海）
- キャプテン翼J（青葉弥生、森）
- ゴールFH（本条美奈子）
- ジーンダイバー（ティル・ニー・ノグ、勇、コンピュータの声）
- 超くせになりそう（守野ちとせ）
- マクロス7（サリー・セイント・フォード）
- モンタナ・ジョーンズ（メリッサ・ソーン）

1995年
- 愛天使伝説ウェディングピーチ（まなみ）
- アリス探偵局（竹取ヒカリ、綾小路局、鴨之端プラ、みどり亀丸、テバコ、赤ずきん、ホタテ王子、スー、マーガレット）
- 怪盗セイント・テール（恭子）
- 新世紀エヴァンゲリオン（1995年 - 1996年、洞木ヒカリ）
- それいけ!アンパンマン（1995年 - 2025年、雪こんこん〈2代目〉、ワッフルちゃん〈初代〉、やきそばかすちゃん、カラコちゃん）
- ちびまる子ちゃん（1995年 - 2021年、ケン太〈長谷川健太〉）
- ママはぽよぽよザウルスがお好き（姫子のママ、女性店員）
- モジャ公（河野ミキ）

1996年
- はりもぐハーリー（リス子）
- るろうに剣心 -明治剣客浪漫譚-（勝逸子）

1997年
- 救命戦士ナノセイバー（因果悟）
- シティーハンタースペシャル’97「グッド・バイ・マイ・スイート・ハート」（真風笑美）
- 深海伝説MEREMANOID（ライラ）
- HAUNTEDじゃんくしょん（れい子）

1998年
- 吸血姫美夕（曽根璃莉）
- カードキャプターさくら（1998年 - 2000年、大道寺知世）
- デビルマンレディー（不動ジュン）

1999年
- 金田一少年の事件簿（水沢利緒）
- ジバクくん（ミル）
- To Heart（1999年 - 2004年、来栖川芹香、来栖川綾香） - 2シリーズ
- ビックリマン2000（クリア受神）
- ベターマン（紗孔羅）
- 魔法使いTai!（愛川茜）

2000年
- 妖しのセレス（セレス）
- 風まかせ月影蘭（おつた）
- 六門天外モンコレナイト（森を慈しむ天使）

2004年
- 舞-HiME（日暮あかね）
- 名探偵コナン（今井典子）
- レジェンズ 甦る竜王伝説（ラド・ヘプバーン、エルフ）

2005年
- 舞-乙HiME（アカネ・ソワール）
- まじめにふまじめ かいけつゾロリ（2005年 - 2006年、ナジョー、プリンセス・ニャンコー、ノッコ、カッパの女の子、ろくろ首 他）

2006年
- N・H・Kにようこそ!（ミア）
- エンジェル・ハート（白蘭）
- 銀河鉄道物語 〜永遠への分岐点〜（アリアヴィーナス）
- 地獄少女 二籠（千脇穂波）
- スーパーロボット大戦OG -ディバイン・ウォーズ-（レフィーナ・エンフィールド）
- マージナルプリンス〜月桂樹の王子達〜（エンジュの妹）
- 蟲師（セツ）
- 吉宗（姫）

2007年
- おじゃる丸（カビ子、ケー子）
- らき☆すた（岩崎みなみの母〈岩崎ほのか〉）
- ロミオ×ジュリエット（オフィーリア、モンタギュー〈少年時代〉）

2009年
- ケロロ軍曹（ルビー）

2010年
- スーパーロボット大戦OG -ジ・インスペクター-（レフィーナ・エンフィールド）

2011年
- 魔法少女まどか☆マギカ（早乙女和子）
- 47都道府犬（大分犬）
- WORKING!! シリーズ（2011年 - 2015年、音尾春菜） - 2シリーズ

2012年
- あっちこっち（桜川キクヱ）
- 中二病でも恋がしたい！（2012年 - 2014年、六花の母） - 2シリーズ
- HUNTER×HUNTER（第2作）（キキョウ＝ゾルディック）
- まじっく快斗（ケンタ・コネリー）

2013年
- たまこまーけっと（さゆり）

2015年
- 牙狼 -紅蓮ノ月-（ごべえの母）

2016年
- 魔法つかいプリキュア!（2016年 - 2025年、リリア） - 2シリーズ

2017年
- 鬼平（長谷川久栄）

2018年
- カードキャプターさくら クリアカード編（大道寺知世）
- 新幹線変形ロボ シンカリオン（洞木ヒカリ、洞木コダマ、洞木ノゾミ）

2021年
- 進撃の巨人（2021年 - 2022年、サシャ母 / リサ） - 2シリーズ
- マギアレコード 魔法少女まどか☆マギカ外伝 2nd SEASON -覚醒前夜-（早乙女和子）

### 劇場アニメ
1996年
- X -エックス-（桃生小鳥）

1997年
- 劇場版 天地無用! 真夏のイヴ（麻由華）
- 新世紀エヴァンゲリオン 劇場版 DEATH & REBIRTH シト新生（洞木ヒカリ）

1998年
- パーフェクトブルー（霧越未麻）

1999年
- 劇場版カードキャプターさくら（1999年 - 2000年、大道寺知世） - 

2000年
- それいけ!アンパンマン やきそばパンマンとブラックサボテンマン（やきそばかす）

2001年
- それいけ!アンパンマン 怪傑ナガネギマンとやきそばパンマン（やきそばかす）

2007年
- ヱヴァンゲリヲン新劇場版（2007年 - 2021年、洞木ヒカリ） - 3作品

2012年
- 劇場版 魔法少女まどか☆マギカ シリーズ（2012年 - 2013年、早乙女和子） - 3作品

2013年
- 中二病でも恋がしたい!シリーズ（2013年 - 2018年、六花の母） - 2作品

2014年
- 宇宙戦艦ヤマト2199 星巡る方舟（レーレライ・レール）
- たまこラブストーリー（うさ湯〈湯本さゆり〉）

2019年
- 劇場版 新幹線変形ロボ シンカリオン 未来からきた神速のALFA-X（洞木ノゾミ、ヒカリ、コダマ）

### OVA
1992年
- 世界の光 親鸞聖人（覚信尼）

1994年
- GATCHAMAN（女ジュピター）
- KEY THE METAL IDOL（1994年 - 1997年、巳真兎季子）
- 新・キューティーハニー（夏子）
- 天使なんかじゃない（トン子〈川上友子〉）
- すすめ!ゴジランド（アンギラス）

1995年
- 下級生 MY PRETTY CLASS STUDENT（七星美香）
- GOLDEN BOY さすらいのお勉強野郎（社員B）
- 新海底軍艦（アネット）
- 精霊使い（香奈）
- プリンセス・ミネルバ（トゥア）
- マクロス7 アンコール（サリー・セイントフォード）
- マクロス7 ぷらす（ヘネシー、サリー・セイントフォード）

1996年
- アイドル・ファイト スーチーパイII（筒子のモンスター）
- ガーゼィの翼（中巨留美子）
- 学校の幽霊 放課後の怪（S子）
- ぞくぞく村のオバケたち（スー）
- BLUE SEED2（バレンシア・タチバナ）
- 魔法使いTai!（愛川茜）

1997年
- サイコダイバー 魔性菩薩（叶雪）
- 超光速グランドール（天樹ひかる）
- ヴァリアブル・ジオ（増田千穂）
- 竜機伝承（フィナ）

1998年
- スターライトスクランブル 恋愛候補生（月島レイカ）

1999年
- 太陽の船 ソルビアンカ（フロール）
- メルティランサー The Animation（サクヤ）
- るろうに剣心 -明治剣客浪漫譚- 追憶編（雪代巴）

2004年
- テイルズ オブ ファンタジア THE ANIMATION（ミント・アドネード）

2006年
- 舞-乙HiME Zwei（アカネ・ソワール）

2008年
- デトロイト・メタル・シティ（DMCファン、警察官、客、上村さん、サエ、客B、街の人）
- らき☆すたOVA（オリジナルなビジュアルとアニメーション）（岩崎みなみの母〈岩崎ほのか〉）

2011年
- かってに改蔵（幼少の改蔵、よし子先生）

2017年
- カードキャプターさくら クリアカード編 プロローグ さくらとふたつのくま（大道寺知世）

### Webアニメ
- おんたま!（2009年、浅見みゆき）
- 崩壊3rd ショートアニメ「Reburn: II」（2021年、キャロル[55]）

### ゲーム
1994年
- バーチャファイター2（パイ・チェン）

1995年
- 銀河お嬢様伝説ユナ2（留衣・マリア・ルーシー）

1996年
- 新世紀エヴァンゲリオン（洞木ヒカリ）
- 謎王（少女）
- NOëL NOT DiGITAL（佐野倉恵壬）
- マリア 人形館の呪い（マリア）
- メルティランサー 〜銀河少女警察2086〜（サクヤ・ランサイワ）
- ライトニングレジェンド 大悟の大冒険（宇坂まゆ）
- リトル・ステップ（雪原璃沙）

1997年
- EVE burst error（法条まりな）※SS版
- Wizard's Harmony 2（鏡魔夜）
- 銀河お嬢様伝説ユナ3 -LIGHTNING ANGEL-（留衣・マリア・ルーシー）
- クライムクラッカーズ2（セリア・ハッセルバーグ）
- 黒の剣 -Blade of the Darkness-（シノブ・リュード）
- 新海底軍艦（アネット）
- 新世紀エヴァンゲリオン 2nd Impression（洞木ヒカリ）
- 新世紀エヴァンゲリオン 鋼鉄のガールフレンド（洞木ヒカリ）
- 真説サムライスピリッツ 武士道烈伝（時姫、天姫）
- 続 初恋物語 〜修学旅行〜（ミュリアル早坂）
- 超光速グランドール（天樹ひかる）
- はたらく☆少女 てきぱきワーキン・ラブ（アルラ・ナーナ・L）
- パワードール2（アリス・ノックス）
- フォトジェニック（織原いずみ）
- ポケットラブ（高尾水樹）
- メルティランサー Re-inforce（サクヤ・ランサイワ）
- ラングリッサーIV（シェルファニール）
- リフレインラブ 〜あなたに逢いたい〜（矢茂かすみ、華色尚子）
- 竜機伝承2（フィナ・マルフィール）

1998年
- EVE The Lost One（法条まりな）※SS版
- Wizard's Harmony R（ミレナ・レン・ウェーバー）
- Sequence Palladium（エレメア＝クロスターノイブルク）
- スターライトスクランブル 恋愛候補生（月島レイカ）
- テイルズ オブ ファンタジア（ミント・アドネード）※PS版
- どきどき ON AIR 2（本人）
- ドラゴンフォースII -神去りし大地に-（ティリス）
- NOëL3（佐野倉恵壬）
- ひざの上の同居人（ユキ）
- FOX JUNCTION（リィリィ）
- Blaze & Blade（ファイター・女、シーフ）
- プリンセスクエスト（ペピー）
- ポケットラブ2（高尾水樹）
- みつめてナイト（レズリー・ロピカーナ）
- みつめてナイトR（レズリー・ロピカーナ）
- 悠久幻想曲 2nd Album（クレア・コーレイン）

1999年
- アニメチックストーリーゲーム1 カードキャプターさくら（大道寺知世）
- The Lost One Last Chapter of Eve（法条まりな）
- ゲートキーパーズ（フランシーヌ・アリュマージュ、マリアンヌ王女）
- シュヴァルツシルトW2（アデラード・ロド・ロックフォード2世）
- To Heart（来栖川芹香、来栖川綾香）
- トゥルーラブストーリー2（風間こだち）
- NOëL3 MISSION ON THE LINE（佐野倉恵壬）
- ハイスクール・オブ・ブリッツ
- メルティランサー The 3rd Planet（サクヤ・ランサイワ）
- リフレインラブ2（華色尚子、翁薫）

2000年
- アーマード・コア2（ネル・オールター）
- カードキャプターさくら クロウカードマジック（大道寺知世）
- カードキャプターさくら 知世のビデオ大作戦（大道寺知世）
- グランディアII（ティオ）
- さらば宇宙戦艦ヤマト 愛の戦士たち（テレサ）
- テトリス with カードキャプターさくら エターナルハート（大道寺知世）

2001年
- 機甲兵団 J-PHOENIX（フェンナ・クラウゼン）
- 新世紀エヴァンゲリオン 綾波育成計画（洞木ヒカリ）

2002年
- テイルズ オブ ザ ワールド なりきりダンジョン2
- テイルズ オブ ファンダム Vol.1（ミント・アドネード）

2003年
- 新世紀エヴァンゲリオン2（洞木ヒカリ）
- 新世紀エヴァンゲリオン 綾波育成計画 with アスカ補完計画（洞木ヒカリ）
- 新世紀エヴァンゲリオン 鋼鉄のガールフレンド2nd（洞木ヒカリ）

2005年
- 第3次スーパーロボット大戦α 終焉の銀河へ（サリー・S・フォード）
- テイルズ オブ ザ ワールド なりきりダンジョン3
- テイルズ オブ ジ アビス（ミント・アドネード）※闘技場のみのゲスト出演
- 舞-HiME 運命の系統樹（日暮あかね）

2006年
- サモンナイト4（コーラル）
- シークレット オブ エヴァンゲリオン（洞木ヒカリ）
- 新世紀エヴァンゲリオン 鋼鉄のガールフレンド 特別編（洞木ヒカリ）
- 新世紀エヴァンゲリオン2 造られしセカイ -another cases-（洞木ヒカリ）
- 舞-HiME 運命の系統樹 修羅（日暮あかね）
- 舞-HiME 爆烈! 風華学園激闘史?!（日暮あかね）
- 舞-HiME 鮮烈! 真 風華学園激闘史!!（日暮あかね）
- 舞-乙HiME 乙女舞闘史!!（アカネ・ソワール）

2007年
- スーパーロボット大戦OG ORIGINAL GENERATIONS（レフィーナ・エンフィールド）
- スーパーロボット大戦OG外伝（レフィーナ・エンフィールド）
- テイルズ オブ ファンダム Vol.2（ミント・アドネード）
- 名探偵エヴァンゲリオン（洞木ヒカリ）

2008年
- 新世紀エヴァンゲリオン 綾波育成計画DS with アスカ補完計画（洞木ヒカリ）

2009年
- テイルズ オブ ザ ワールド レディアント マイソロジー2（ミント・アドネード）
- テイルズ オブ バーサス（ミント・アドネード）
- らき☆すた ネットアイドル・マイスター（岩崎みなみの母〈岩崎ほのか〉）

2010年
- テイルズ オブ ファンタジア クロスエディション（ミント・アドネード）
- テイルズ オブ ファンタジア なりきりダンジョンX（ミント・アドネード）

2011年
- テイルズ オブ ザ ワールド レディアント マイソロジー3（ミント・アドネード）
- Lineage2（チュートリアルボイス）

2012年
- AQUAPAZZA（来栖川芹香）※Ver.2.0から
- 魔法少女まどか☆マギカ ポータブル（早乙女和子）
- 百鬼大戦絵巻（“愛ふぉん”のボイス・ゲーム起動時「セ〜ガ〜♪」のボイス）
- 第2次スーパーロボット大戦OG（レフィーナ・エンフィールド）

2013年
- DISORDER6（コバヤカワ）
- ToHeartハートフルパーティ（来栖川綾香）

2016年
- サモンナイト6 失われた境界たち（コーラル）
- スーパーロボット大戦OG ムーン・デュエラーズ（レフィーナ・エンフィールド）

2017年
- グランブルーファンタジー（大道寺知世）
- テイルズ オブ ザ レイズ（ミント）

2018年
- クイズRPG 魔法使いと黒猫のウィズ（大道寺知世）
- グリモア〜私立グリモワール魔法学園〜（大道寺知世）

2019年
- スーパーロボット大戦X-Ω（レフィーナ・エンフィールド）
- スターオーシャン:アナムネシス（ミント・アドネード）
- カードキャプターさくら ハピネスメモリーズ（大道寺知世）

2020年
- 東京放課後サモナーズ（リャナンシー）
- 崩壊3rd（キャロル・ペッパー）
- ぷよぷよ!!クエスト（大道寺知世）

2021年
- スーパーロボット大戦30（紗孔羅）

2025年
- 魔法少女まどか☆マギカ Magia Exedra（早乙女和子）

### ドラマCD
- Are you Alice?（コミックス8巻 限定版付録ドラマCD）（ジャバウォック）
- 青空少女隊羽田・三鷹の青空道中（烏山ちとせ）
- アーシアンオーディオ・ドラマ3
- アニメイトオリジナルドラマ CAGE II（なつみ）
- アポなしギャルズ お・り・ん・ぽ・す（畠山早紀）
- 妖しのセレス ドラマアルバム 天女の歌声〜The Hevenly Voice〜（セレス）
- イティハーサ 水の惑星に生まれて（透示古）
- いつでも召喚！サモンナイト4（コーラル）
- EVE burst error まりな編（法条まりな）
- う・た・ひ・め（街道青梅）
- 宇宙英雄物語（ステラ公女）
- E'S VOL.EXTRA あらかじめ失われた楽園（エリミエル）
- X CHARACTER FILE 5,7（桃生小鳥）
- 渦動破壊者ヴォルテックス・ブラスター（ナディーヌ）
- カードキャプターさくら オリジナルドラマアルバム1、2（大道寺知世）
- KA・RE・SHI（白倉芽衣）
- KEY THE METAL IDOL RADIO PROGRAM #1、2、4（巳真兎季子）
- 岸和田博士の科学的愛情（大山田花子）
- キッシ〜ズ（東海林ユメ）
- 究極パロディウス（まちる）
- 銀の鎮魂歌（イリス）
- クライムクラッカーズ2 サウンド・ドラマ（セリア・ハッセルバーグ）
- シュラキ・トリニティBOX Vol.1、3（美城日寄）
- 新海底軍艦－鋼鉄の鼓動STORY EDITION（アネット）
- 深海伝説MEREMANOID -哀しみ里・霊峰山のふたり-（ライラ）
- 真説サムライスピリッツ 武士道烈伝（天姫、時姫）
- スーパーロボット大戦OG -ジ・インスペクター- ドラマCD vol.1（レフィーナ・エンフィールド）
- スターピンキーQ（スターピンキーF）
- ZMAN ナナシの故郷（チャトゥー）
- 続初恋物語（ミュリアル早坂）
- ダブルバインド（高倉瑤子）
- 超光速グランドール ラジドラCD-ROM（天樹ひかる）
- 翼を持つ者（フィーア・マイシェル〈フィーア・蛟〉）
- テイルズ オブ ファンタジア（ミント・アドネード）
- 電撃大賞ブラックロッドCDシネマ（バージニア7）
- 天地無用! 真夏のカーニヴァル（麻由華）
- To Heart Piece Of Heart（来栖川綾香）
- トーキョーNOVA Act.1 BRAINHUNTER（粕川うらら）
- DOCTORxBOXERドクターは犬を飼う（美保）
- 夏子の酒（夏子）
- 眠り姫Age（高井）※別冊少女コミックCDブック
- ぱんつぁープリンセスCD（オリシーノ・コモンズ）
- ひざの上の同居人（ユキ）
- FALCOM SPECIAL BOX '96 [DISC2] CDドラマ ブランディッシュ外伝（ミレイユ）
- FALCOM SPECIAL BOX '97 [DISC1] CDドラマ 英雄伝説III VS ブランディッシュ+VT（ミレイユ）
- ファンタシースターメモリアルドラマ＆ファンブック（フレナ）
- ぷよぷよ の〜てんSPECIAL（ウィッチ）※カセットテープ
- BROTHERS（キリコ）
- プリンセスクエスト（ペピー）
- プリンセス・ミネルバ（トゥア）
- HEAVEN1〜ROOM / 妻
- 平安魔都からくり綺談（竹姫、ナレーション）
- ベターマン（紗孔羅）
- 紅屋25時メインディッシュはミステリー2（葉子）
- ポケットラブ（高尾水樹）
- 『舞-HiME』シリーズ
  - 『舞-HiME』「実録！『裏』風華学園史・第一章」（日暮あかね）
  - 『舞-乙HiME』「ミス・マリアはみてた〜ガルデローベ裏日誌 Vol.1」（アカネ・ソワール）
  - 『舞-HiME★DESTINY〜龍の巫女〜』過去と未来の絆（日暮あかね）
- マクロス7（サリー・S・フォード）
- 魔法使いTai!の文化祭 歌と、ゆかたと、フォークダンス（愛川茜）
- まもって守護月天!（シャオリン〈初代〉）
- みつめてナイト（レズリー・ロピカーナ）
- メルティランサー イースタンメトロポリス事件ファイル（サクヤ・ランサイワ）
- 覇界王 〜ガオガイガー対ベターマン〜（2019年、阿嘉松紗孔羅）
  - side：ガオガイガー「number.EX 再-SAIKAI-」[68]
  - side：ベターマン「number.EX 求-PROPOSE-」[69]
- リフレインラブ 〜あなたに逢いたい〜（矢茂かすみ）
- リフレインラブ2 〜この空を、いつか見たように〜（翁薫）

### ボイスドラマ
- ロケットに乗って（語り・歌）[70]
- 朗読 にゃるら毎日エッセイ抜粋[71]

### 吹き替え

#### 映画
- 恋人たちの食卓（チアニン〈ワン・ユーウェン〉）

#### アニメ
- ウォンブルス（バンゴ）
- ブレイブ・リトル・トースター（クリス）
  - ブレイブ・リトル・トースター レスキュー大作戦!
  - ブレイブ・リトル・トースター 火星へ行こう!
- ミュータント・タートルズ（プリンセス マロリー）※テレビ東京版

### パチンコ・パチスロ
- CR新世紀エヴァンゲリオンシリーズ（洞木ヒカリ）
- CR舞-HiME（日暮あかね）
- 夜勤病棟（藤沢亜子）
- 夜勤病棟壱（藤沢亜子）
- CR吉宗（姫）
- CRロミオ×ジュリエット（オフィーリア）

### CM
- サンデーCM劇場犬夜叉（日暮かごめ）
- トクホンA（ボーカル担当）
- サラヴィオ化粧品（曲：ever green・出演・ナレーション）

### テレビ番組
- はてな・サイエンス（1992年、NHK教育） - お姉さん
- つくってあそぼ（1995年、NHK教育） - 声の出演

### ナレーション
- BSマンガ夜話（1999年、NHK BS2）
- ハイビジョン電視科学館（NHK BShi）
- ママさん応援!育児ナビ（テレビ東京系）
- SONYハンディカム・ビデオクラブ（日本テレビ）
- 子育てパラダイス（2006年10月 - 2009年6月、テレビ東京系）
- 映画「砂時計」（TBS系）スペシャル番組
- Touch! eco 2008 明日のために…55の挑戦?スペシャル（日本テレビ）企業リポートCM
- 笑っていいとも!のコーナー「クイズ!マドンナの変」（マドンナの声）（2013年4月16日、フジテレビ系列。コーナータイトル名は柴田秀勝が担当）

### ラジオ
※はインターネット配信。
- 岩男潤子のプクプクペンギンパーク（1995年、TBSラジオ）
- 岩男潤子の少コミナイト（1996年 - 1998年、文化放送）
- スーパーアニメガヒットTOP10（1996年 - 1998年、ニッポン放送）
- スーパーアニガメシアター（1998年、ニッポン放送）
- アニガメパラダイス 木曜日（1998年 - 1999年、ニッポン放送）
- still of the night（1999年 - 2001年、FM三重・FM岡山AIR-G'他）
- 岩男潤子のBe Natural〜素顔のままで〜（2001年 - 2002年、綜合放送製作配給、地方AMラジオ放送局）
- 岩男潤子の風の通り道（2006年 - 2007年、FMおたる）
- いつでも召喚!サモンナイト4（2007年2月 - 4月、アニメイトTV web※）
- PEOPLE〜石川次郎のお楽しみはこれからだ!〜（2009年、FM青森他）
- 岩男潤子の超!A&Gミュージック+プレミアム（2010年、超!A&G+※）
- 岩男潤子のハッピーフライト（2016年 - 2018年、KBS京都ラジオ）

### 舞台・朗読劇
- カゴメ劇場親子ミュージカル（歌のお姉さん）
- スミセイ・ミュージカル アンの愛情（ステラ）
- 東京電力ミュージカル（ナレーション）
- ハッピーライド（1996年、弘岡悦子）
- 物語シアター（2007年 - 2008年）
- WORKING!!（2012年、常連客）
- 怪し会・漆（2014年） - 声優・茶風林の企画・演出による怪談朗読会。
- 秋の朗読劇【絆】（2022年）
- WAKUプロデュースvol.26『それがあっての今日〜yesterday 2022〜』（2022年、宮田こんぶ[72]）

### ビデオ・DVD
- おさかなペンギンTV
- 青山劇場コンサート「約束」
- コンサート kimochi in 東京国際フォーラム
- goo
- alive films
- Concert 1999〜2000&MORE
- 声優だぁ〜い好き!インタビュービデオ vol.1
- あっとまんぼう祭2006&お姉ちゃんのおでかけDVD
- 岩男潤子 Junko Iwao Live 2007 〜be natural〜
- Live Lab.岩男潤子
- 岩男潤子コンサート2017 Wings

## ディスコグラフィ
岩男潤子が歌う曲の最大の特徴は、恋愛を中心とした切なさを生み出す雰囲気の歌、バラードが中心であることである。また、亡くなった人間を思う追憶の雰囲気を生み出す歌、自分の率直な気持ちを伝え、相手を慰める曲「ここにいるよ」など多岐にわたる。
後に岩男本人がギターを習い始めたり、2004年から2005年にかけて岩男を襲った体調不良の際、家族に支えられたこともあり、「家族の愛情」や新しく挑戦したギターといったものを前面に押し出した曲を世に送り出し、新たな境地を見出している。
山本はるきちのプロデュースの下、相曽晴日や谷山浩子から多数の歌詞や楽曲の提供を受けていた（相曽、谷山は交流が続いている）。現在は川村竜がプロデュースしている。一部自ら作曲も手がける。

### シングル
| 枚                | 発売日           | タイトル                  | c/w                                                                                | 規格             | 規格品番         |
| ポニーキャニオン  | ポニーキャニオン | ポニーキャニオン          | ポニーキャニオン                                                                   | ポニーキャニオン | ポニーキャニオン |
| ----------------- | ---------------- | ------------------------- | ---------------------------------------------------------------------------------- | ---------------- | ---------------- |
| 1st               | 1995年3月17日    | シャッターチャンスの連続  | 恋がひとつ消えてしまったの                                                         | 8cmCD            | PCDG-00073       |
| 2nd               | 1996年2月21日    | 空のオカリナ              | ハーブガーデン                                                                     | 8cmCD            | PCDG-00079       |
| 3rd               | 1997年7月18日    | 手のひらの宇宙            | Dream Dream                                                                        | 8cmCD            | PCDAX-00001      |
| 4th               | 1998年12月12日   | 空色の風                  | 月の静寂に                                                                         | 8cmCD            | PCDG-00103       |
| 5th               | 1999年2月17日    | 卒業                      | 卒業 (voice off)                                                                   | 8cmCD            | PCDG-00104       |
| 6th               | 1999年4月21日    | dream on.                 | dream on. -instrumental-                                                           | 8cmCD            | PCDG-00106       |
| 7th               | 1999年10月20日   | 私に帰ろう                | 那由多の夢                                                                         | 8cmCD            | PCDA-01189       |
| 8th               | 2000年4月19日    | スカーレット              | hurt (single mix) グルクン〜赤い魚の燦華                                           | Maxi             | PCCA-01430       |
| 9th               | 2000年7月19日    | 僕を笑って                | 風の記憶 雨                                                                        | Maxi             | PCCA-01450       |
| グルクンレコード  |                  |                           |                                                                                    |                  |                  |
| 10th              | 2000年8月8日     | グルクン 〜赤い魚の燦華〜 | グルクン 〜赤い魚の燦華〜 (Instrument version) グルクン 〜赤い魚の燦華〜 (Karaoke) | 8cmCD            | GKSD-0001        |
| ポニーキャニオン  |                  |                           |                                                                                    |                  |                  |
| 11th              | 2000年10月18日   | ディープ・パープル        | CANARY スカーレットVer.2                                                           | Maxi             | PCCA-01470       |
| STARBOARD RECORDS |                  |                           |                                                                                    |                  |                  |
| 12th              | 2001年8月1日     | FESTAZINHO                | B+〜in summer holiday〜 SAZANAMI                                                   | Maxi             | STAR-2001        |
| J.island          |                  |                           |                                                                                    |                  |                  |
| 13th              | 2015年4月25日    | ピヨの恩返し              | ピヨの恩返し (カラオケ)                                                            | Maxi             | JICD-012         |
| 14th              | 2016年6月27日    | ハッピーフライトディスコ  |                                                                                    | 音楽配信         |                  |

#### デュエットシングル
| 名義                     | 発売日                   | タイトル                 | c/w                      | 規格                     | 規格品番                 |
| スターボードミュージック | スターボードミュージック | スターボードミュージック | スターボードミュージック | スターボードミュージック | スターボードミュージック |
| ------------------------ | ------------------------ | ------------------------ | ------------------------ | ------------------------ | ------------------------ |
| 五十嵐浩晃・岩男潤子     | 2002年11月15日           | Ever                     | Faraway 二人だけのX'mas  | Maxi                     | STAR-2002                |

### アルバム

#### オリジナルアルバム
| 枚                       | 発売日           | タイトル         | 規格             | 規格品番         |
| ポニーキャニオン         | ポニーキャニオン | ポニーキャニオン | ポニーキャニオン | ポニーキャニオン |
| ------------------------ | ---------------- | ---------------- | ---------------- | ---------------- |
| 1st                      | 1995年4月5日     | はじめまして     | CD               | PCCG-00335       |
| 2nd                      | 1996年7月19日    | Entrance         | CD               | PCCA-00978       |
| 3rd                      | 1997年9月19日    | kimochi          | CD               | PCCG-00417       |
| 4th                      | 1999年11月17日   | appear           | CD               | PCCA-01390       |
| 5th                      | 2000年12月6日    | CANARY           | CD               | PCCA-01485       |
| スターボードミュージック |                  |                  |                  |                  |
| 6th                      | 2002年5月15日    | 1/f              | CD               | STAR-1002        |
| J.island                 |                  |                  |                  |                  |
| 7th                      | 2014年7月23日    | voice            | CD               | JICD-011         |
| BPS                      |                  |                  |                  |                  |
| 8th                      | 2019年1月9日     | colors           | CD               | BPSC-1001        |

#### ミニアルバム
| 枚               | 発売日           | タイトル                              | 規格             | 規格品番         |
| ポニーキャニオン | ポニーキャニオン | ポニーキャニオン                      | ポニーキャニオン | ポニーキャニオン |
| ---------------- | ---------------- | ------------------------------------- | ---------------- | ---------------- |
| 1st              | 1995年11月1日    | 18番街の奇跡                          | CD               | PCCG-00349       |
| 2nd              | 1999年7月7日     | alive                                 | CD               | PCCG-00496       |
| J.island         |                  |                                       |                  |                  |
| 3rd              | 2005年5月1日     | Sora no iro... Umi no iro...          | CD               | JICD-001         |
| 4th              | 2005年10月9日    | Love Songs                            | CD               | JICD-002         |
| 5th              | 2006年7月1日     | ibuki                                 | CD               | JICD-003         |
| 6th              | 2006年12月12日   | winter songs                          | CD               | JICD-004         |
| 7th              | 2007年10月27日   | be natural                            | CD               | JICD-005         |
| 8th              | 2009年12月27日   | めぐり逢い〜Thank you for your love〜 | CD               | JICD-006         |
| 9th              | 2013年7月7日     | やさしさの種子                        | CD               | JICD-010         |
| HACHISU          |                  |                                       |                  |                  |
| 10th             | 2015年8月16日    | JUNKO                                 | CD               | HCS-0001         |
| 10th             | 2015年8月17日    | JUNKO                                 | CD               | HCS-0001         |

#### ライブアルバム
| 枚                       | 発売日           | タイトル                                          | 規格             | 規格品番         |
| ポニーキャニオン         | ポニーキャニオン | ポニーキャニオン                                  | ポニーキャニオン | ポニーキャニオン |
| ------------------------ | ---------------- | ------------------------------------------------- | ---------------- | ---------------- |
| 1st                      | 1998年2月18日    | kimochi in 東京国際フォーラム                     | CD               | PCCG-00442       |
| Starboard Records        |                  |                                                   |                  |                  |
| 2nd                      | 2001年5月19日    | JUNKO IWAO Concert Tour 1999-2000 FINAL           | CD               | STAR-1001        |
| スターボードミュージック |                  |                                                   |                  |                  |
| 3rd                      | 2002年12月4日    | LIVE at TOGATOGA 〜私のお部屋に遊びに来ませんか〜 | CD               | TRT-3            |
| J.island                 |                  |                                                   |                  |                  |
| 4th                      | 2010年12月26日   | for my friends, with my friends                   | CD               | JICD-007         |
| 4th                      | 2011年2月18日    | for my friends, with my friends                   | CD               | JICD-007         |
| 5th                      | 2015年12月23日   | Return to myself                                  | 音楽配信         |                  |

#### アニソンカバーアルバム
| 枚                       | 発売日                   | タイトル                 | 規格                     | 規格品番                 |
| ユニバーサルミュージック | ユニバーサルミュージック | ユニバーサルミュージック | ユニバーサルミュージック | ユニバーサルミュージック |
| ------------------------ | ------------------------ | ------------------------ | ------------------------ | ------------------------ |
| 1st                      | 2008年1月30日            | anime on bossa           | CD                       | UPCH-1579                |
| J.island                 |                          |                          |                          |                          |
| 2nd                      | 2011年10月26日           | Anison Acoustics         | CD                       | JICD-008                 |
| 3rd                      | 2013年1月23日            | Anison A to Z            | CD                       | JICD-009                 |

#### ベストアルバム
| 枚               | 発売日           | タイトル                      | 規格             | 規格品番         |
| ポニーキャニオン | ポニーキャニオン | ポニーキャニオン              | ポニーキャニオン | ポニーキャニオン |
| ---------------- | ---------------- | ----------------------------- | ---------------- | ---------------- |
| 1st              | 1999年3月3日     | Favorite Song                 | CD               | PCCG-00472       |
| 2nd              | 2010年3月15日    | 岩男潤子 ベスト・コレクション | CD               | PCCS-00093       |

#### ラジオCD
| 枚               | 発売日         | タイトル                                           | 規格        | 規格品番    |
| BMGビクター      | BMGビクター    | BMGビクター                                        | BMGビクター | BMGビクター |
| ---------------- | -------------- | -------------------------------------------------- | ----------- | ----------- |
| 1st              | 1997年8月21日  | 岩男潤子のNET party                                | CD          | BVCH-1530   |
| 2nd              | 1997年12月17日 | 岩男潤子のNET party II                             | CD          | BVCH-1533   |
| ポニーキャニオン |                |                                                    |             |             |
| 3rd              | 1998年9月18日  | 『岩男潤子の少コミ♥ナイト』スペシャルCD ぐっぐぅー | CD          | PCCG-00464  |

#### インストゥルメンタルアルバム
| 枚                       | 発売日                   | タイトル                       | 規格                     | 規格品番                 |
| スターボードミュージック | スターボードミュージック | スターボードミュージック       | スターボードミュージック | スターボードミュージック |
| ------------------------ | ------------------------ | ------------------------------ | ------------------------ | ------------------------ |
| 1st                      | 2001年12月24日           | 岩男潤子作品集 Music Box vol.1 | 8cmCD                    | STAR-3001                |
| 2nd                      | 2003年12月24日           | 岩男潤子作品集 Music Box vol.2 | 8cmCD                    | STAR-3002                |

### タイアップ一覧
| 曲名                     | タイアップ                                                  | 収録作品                             |
| ------------------------ | ----------------------------------------------------------- | ------------------------------------ |
| シャッターチャンスの連続 | NHK総合アニメーション『モンタナ・ジョーンズ』イメージソング | シングル「シャッターチャンスの連続」 |
| 空のオカリナ             | NHK『みんなのうた』                                         | シングル「空のオカリナ」             |
| 手のひらの宇宙           | KEY THE METAL IDOL Ver.15『終了』主題歌                     | シングル「手のひらの宇宙」           |
| スカーレット             | テレビアニメ『妖しのセレス』主題歌                          | シングル「スカーレット」             |
| ピヨの恩返し             | NHK『みんなのうた』                                         | シングル「ピヨの恩返し」             |
| ハッピーフライトディスコ | KBS京都『岩男潤子のハッピーフライト』オープニングテーマ     | シングル「ハッピーフライトディスコ」 |

### 参加楽曲
| 発売日         | 商品名                                                                                 | 歌       | 楽曲                                                                    | 備考                                                               |
| -------------- | -------------------------------------------------------------------------------------- | -------- | ----------------------------------------------------------------------- | ------------------------------------------------------------------ |
| 1990年7月25日  | カナディアンワールド〜赤毛のアンのふるさと                                             | 岩男潤子 | 「ビーズのゆめかざり」                                                  | 『赤毛のアン』オフィシャルイメージ・アルバム                       |
| 1990年7月25日  | カナディアンワールド〜赤毛のアンのふるさと                                             | 岩男潤子 | 「すみれの谷」                                                          | 『赤毛のアン』オフィシャルイメージ・アルバム                       |
| 1995年11月1日  | 恋人が宇宙人なら                                                                       | 岩男潤子 | 「恋人が宇宙人なら」                                                    | テレビアニメ『モジャ公』エンディングテーマ                         |
| 1995年11月1日  | 恋人が宇宙人なら                                                                       | 岩男潤子 | 「STARSHIP 1996」                                                       | テレビアニメ『モジャ公』関連曲                                     |
| 1996年6月12日  | 魔法使いTai! Special 3                                                                 | 岩男潤子 | 「BAD GIRLの独白」                                                      | OVA『魔法使いTai!』関連曲                                          |
| 1997年12月25日 | Wizard's Harmony 2                                                                     | 岩男潤子 | 「あなたが愛になる」                                                    | ゲーム『ウィザーズハーモニー2』セガサターン版オープニングテーマ    |
| 1998年5月21日  | blue mirage                                                                            | 岩男潤子 | 「blue mirage (original full version)」                                 | 『ボルテックス・ブラスター』オープニングテーマ                     |
| 1998年5月21日  | blue mirage                                                                            | 岩男潤子 | 「blue mirage (moonlight mix)」                                         | 『ボルテックス・ブラスター』関連曲                                 |
| 1998年11月28日 | Wizard's Harmony R                                                                     | 岩男潤子 | 「奇跡」                                                                | ゲーム『ウィザーズハーモニーR』オープニングテーマ                  |
| 1999年6月24日  | 『デビルマンレディー』ハイビジュアルカードコレクション スペシャルピクチャーCD 刹那の夢 | 岩男潤子 | 「刹那の夢」                                                            | テレビアニメ『デビルマンレディー』関連曲                           |
| 2007年11月7日  | フィンランドはどこですか?                                                              | 谷山浩子 | 「まもるくん」                                                          | 小室等・陰陽座・相曽晴日と共にゲストボーカルで参加                 |
| 2013年01月23日 | かいけつゾロリ ベスト・ソングだぜ!                                                     | 岩男潤子 | 「あっちゃこっちゃゴー!」                                               | テレビアニメ『まじめにふまじめ かいけつゾロリ』エンディングテーマ  |
| 2014年7月29日  | Eel Song 〜うなぎの歌〜                                                                | Snake    | 「Eel Song 〜うなぎの歌〜」                                             | サポートメンバーであるヴァイオリニスト・真部裕のユニットのシングル |
| 2015年5月30日  | めぐる季節のなかで -夏秋編-                                                            | 岩男潤子 | 「悲しみそれは笑顔の理由」                                              | ドラマCD『めぐる季節のなかで』エンディグテーマ                     |
| 2015年7月31日  | めぐる季節のなかで -春冬編-                                                            | 岩男潤子 | 「悲しみそれは笑顔の理由」                                              | ドラマCD『めぐる季節のなかで』エンディグテーマ                     |
| 2017年11月22日 | SQUARE ENIX JAZZ -FINAL FANTASY-                                                       | 岩男潤子 | 「Melodies of Life〜Final Fantasy Jazz Arrangement (FINAL FANTASY IX)」 | ファイナルファンタジーシリーズの楽曲のジャズアレンジアルバム       |

### キャラクターソング
| 発売日   | 商品名                                                             | 歌 | 楽曲 | 備考                                                 |
| 1994年   | 1994年                                                             | 1994年 | 1994年 | 1994年                                               |
| -------- | ------------------------------------------------------------------ | --- | --- | ---------------------------------------------------- |
| 11月18日 | 1930♥すてきなメリッサ                                              | メリッサ（岩男潤子）とすてきな仲間たち                                                                                                   | 「1930♥すてきなメリッサ」 | テレビアニメ『モンタナ・ジョーンズ』イメージソング   |
| 1996年   |                                                                    | | |                                                      |
| 4月17日  | 背伸びをしてFollow You                                             | 魔法使い隊 | 「背伸びをしてFollow You」 | OVA『魔法使いTai!』オープニングテーマ                |
| 7月26日  | 「NOëL NOT DiGITAL」限定版特典CD                                   | 佐野倉恵壬（岩男潤子） | 「ありがとう」 | ゲーム『NOëL NOT DiGITAL』イメージソング             |
| 9月25日  | 明日の記憶 featuring emi sanokura from NOëL                        | 佐野倉恵壬（岩男潤子） | 「痛む翼を広げて」 「聞いて…」 「あなたへのCurtain Call」 「ありがとう（New Version）」 | ゲーム『NOëL』関連曲                                 |
| 12月21日 | Fire!                                                              | 雪原璃沙（岩男潤子） | 「Fire!」 | ゲーム『リトルステップス』オープニングテーマ         |
| 12月21日 | Fire!                                                              | 雪原璃沙（岩男潤子） | 「Believe in Yourself」 | ゲーム『リトルステップス』エンディングテーマ         |
| 1997年   |                                                                    | | |                                                      |
| 4月23日  | THE END                                                            | 叶雪（岩男潤子） | 「THE END」 | OVA『サイコダイバー』オープニングテーマ              |
| 4月23日  | THE END                                                            | 叶雪（岩男潤子） | 「Warfare-Beware」 | OVA『サイコダイバー』エンディングテーマ              |
| 1998年   |                                                                    | | |                                                      |
| 5月20日  | キィのララバイ                                                     | 巳真兎季子（岩男潤子） | 「翼広げて…」 | OVA『KEY THE METAL IDOL』関連曲                      |
| 6月17日  | 悠久幻想曲キャラクターシリーズVOL.4 クレア・コーレイン             | クレア・コーレイン（岩男潤子） | 「キィのララバイ」 | ゲーム『悠久幻想曲』関連曲                           |
| 6月17日  | 悠久幻想曲キャラクターシリーズVOL.4 クレア・コーレイン             | クレア・コーレイン（岩男潤子） | 「Green Waltz (クレアのテーマ)」 | ゲーム『悠久幻想曲』関連曲                           |
| 6月17日  | 悠久幻想曲キャラクターシリーズVOL.4 クレア・コーレイン             | クレア・コーレイン（岩男潤子） | 「クレアからの手紙」 | ゲーム『悠久幻想曲』関連曲                           |
| 6月17日  | 悠久幻想曲キャラクターシリーズVOL.4 クレア・コーレイン             | クレア・コーレイン（岩男潤子） | 「Soul Courageous (アルベルトのテーマ)」 | ゲーム『悠久幻想曲』関連曲                           |
| 6月24日  | カードキャプターさくら Character Single TOMOYO                     | 大道寺知世（岩男潤子）・友枝小学校コーラス部                                                                                             | 「やさしさの種子」 | テレビアニメ『カードキャプターさくら』関連曲         |
| 1999年   |                                                                    | | |                                                      |
| 12月1日  | カードキャプターさくら 友枝小学校コーラス部 クリスマス・コンサート | 大道寺知世（岩男潤子）・友枝小学校コーラス部                                                                                             | 「夜の歌（クリスマス・バージョン）」 「歓びのキャロル」 「友へ」 「くれゆくひととせ」 「やさしさの種子」                                                                                        | テレビアニメ『カードキャプターさくら』関連曲         |
| 2001年   |                                                                    | | |                                                      |
| 2月21日  | カードキャプターさくら コンプリート・ボーカル・コレクション        | 木之本桜（丹下桜）、大道寺知世（岩男潤子）、ケルベロス（久川綾）                                                                         | 「FRUITS CANDY（さくら、知世、ケルベロス・バージョン）」 | テレビアニメ『カードキャプターさくら』関連曲         |
| 2月21日  | カードキャプターさくら コンプリート・ボーカル・コレクション        | 木之本桜（丹下桜）、大道寺知世（岩男潤子）                                                                                               | 「あなたといれば」 | テレビアニメ『カードキャプターさくら』関連曲         |
| 2月21日  | カードキャプターさくら コンプリート・ボーカル・コレクション        | 大道寺知世（岩男潤子）・友枝小学校コーラス部                                                                                             | 「歓びのキャロル（Party Strings Mix）」 「やさしさの種子（Tender Strings Mix）」 「くれゆくひととせ（Moody Strings Mix）」 「友へ（Peceful Strings Mix）」 「夜の歌（クリスマス・バージョン）」 | テレビアニメ『カードキャプターさくら』関連曲         |
| 2月21日  | カードキャプターさくら コンプリート・ボーカル・コレクション        | 大道寺知世（岩男潤子） | 「夜の歌」 「ここに来て」 「私だけのムービー☆スター」 | テレビアニメ『カードキャプターさくら』関連曲         |
| 12月19日 | カードキャプターさくら 主題歌コレクション                          | 木ノ本桜（丹下桜）、大道寺知世（岩男潤子）、李苺鈴（野上ゆかな）、佐々木利佳（川上とも子）、柳沢奈緒子（本井えみ）、三原千春（松本美和） | 「GET YOUR LOVE」 | テレビアニメ『カードキャプターさくら』イメージソング |
| 2005年   |                                                                    | | |                                                      |
| 2月23日  | 舞-HiME Character Vocal Album Vol.1 初恋方程式 第1楽章             | 日暮あかね（岩男潤子） | 「そよ風のダイアリー」 | テレビアニメ『舞-HiME』関連曲                        |

## テレビ出演
- このまちだいすき シラベル編（NHK 教育）（若いころのおばさん）
- はてな・サイエンス（NHK 教育）（お姉さん役）
- ふしぎ実験科学館（NHK 教育）
- BS夏休みアニメ特選（NHK BS2 1995年7月、8月）（司会）
- 夕食ばんざい（フジテレビ）
- 新春宇宙スペシャル2000「宇宙旅行は夢じゃない」（NHK BS1 2000年1月1日）
- 衛星アニメ劇場（NHK BS2 2000年3月21日）（『カードキャプターさくら』最終回のゲスト）
- ママさん応援!育児ナビ（テレビ東京系）（エンジェルスマイルスペシャル）
- かぼすタイム（大分放送）
- ダイレクトテレショップ
- アニメ天国 #12（キッズステーション 2008年1月8日）
- アニメぱらだいす #739（キッズステーション 2008年1月21日）
- Live Lab（MUSIC AIR 2012年5月14日他）
- アニソンぷらす（2013年1月14日・3月11日。2013年3月度エンディングテーマも担当）
- Anison Days（2018年6月10日）
- Club AT-X ナローなワイドショー（アニメシアターX 2023年10月7日）

### Web
- 岩男潤子のSweet Tweet Time（スカイクラッドTV・ニコニコ生放送、2010年 - 2015年）
- 岩永哲哉とジェーニャの「情熱教室」（ニコニコ生放送、第2回ゲスト）
- 岩男潤子のがんなま!（ニコニコ生放送、2016年1月26日 - 2016年7月21日）
- 岩男潤子のPenguin Cafe（ニコニコ生放送、2017年1月28日 - 2021年6月）

## その他
- 水木しげるゲゲゲの妖怪楽園「3Dびっくりサウンド妖怪島」（小鳥A）
- Voice Jockey（iTunes用音声コンテンツ）
- テイルズ オブ フェスティバル 2011（VTR出演）
- テイルズ オブ フェスティバル 2013（ミント・アドネードのコスプレで出演。この衣装はファンからプレゼントされたもの）
- テイルズ オブ フェスティバル 2014
- テイルズ オブ フェスティバル 2020
- テイルズ オブ フェスティバル 2023
- テイルズ オブ フェスティバル 2025
- comflight （2014年） - 高田馬場にあるライブハウス四谷天窓.comfortの10周年記念ライブイベント。出場11組。
- みんなのうた（「空のオカリナ」「ピヨの恩返し」を歌唱）（NHK）
- Let's天才てれびくん（NHK Eテレ）（大分どちゃもん おにりぃた）
- どちゃもん あさめしまえ（NHK Eテレ）（大分どちゃもん おにりぃた）
- シカッQ（イメージソングを歌唱。東京ゲームショウ2023のイベントステージにも出演[73]）

### 写真集他
- Sylph the Eternal（1996年8月20日、主婦の友社）
- 風のたより（1996年10月25日、バンダイビジュアル）
- アーティストブック「J・I」（2000年2月18日、音楽専科社）
- voice-声のツバサ-（2014年6月27日、G.B出版）
- 岩男潤子のぺじぱそ（『コンプティーク』連載コラム、角川書店）